# Лебрен, Людвиг Август
Лю́двиг А́вгуст Лебре́н (нем. Ludwig August Lebrun или Le Brün; крещён 2 мая 1752, Мангейм — 12, 15 или 16 декабря 1790, Берлин) — немецкий гобоист и композитор. Один из популярнейших виртуозов своего времени. Воспитанник Мангеймской школы, к сентиментально-классицистическому стилю которой принадлежат семь его ранних концертов, тогда как шесть поздних демонстрируют уже черты зарождающегося романтизма. Муж Франчески Лебрен, отец Софии и Розины Лебрен.

## Биография
Людвиг Август был сыном Александра Лебрена, происходившего из Брюсселя гобоиста, который играл в мангеймском оркестре. Судя по всему, он учился игре на гобое у отца и уже с двенадцати лет играл в оркестре. В пятнадцать лет (1767) стал придворным музыкантом и, несмотря на постоянные концертные поездки, сохранял это место в течение всей жизни. В 1773 году выступал в Винтертуре, а чуть позже в Париже.
В 1778 году Лебрен женился на певице Франциске Данци, дочери мангеймского первого виолончелиста Инноценца Данци. Вдвоём они выступали во многих европейских городах, в том числе Милане, Вене, Праге, Неаполе, Мюнхене, Берлине, Лондоне (1778) и Париже (1779). В 1785 году встречались в Вене с Моцартами. К середине 1780-х годов мангеймские оклады Лебренов были в числе самых высоких (3000 гульденов), но им приходилось много отдавать другим членам оркестра за замещение их во время поездок. Многие композиторы писали для них специальные арии с обязательным гобоем (например, Хольцбауэр в «Гюнтере фон Шварцбурге», 1777; Сальери в «Признанной Европе», 1778 и аббат Фоглер в «Касторе и Поллуксе», 1787).
Успех пары достиг вершины в Берлине в 1789 году. Вернувшись туда осенью 1790 года, Людвиг заболел воспалением печени. Он умер в декабре. Через пять месяцев скончалась и Франциска.

## Семья
- Жена — Франциска Лебрен (урождённая Данци), сестра Франца Данци. От неё две дочери:
  - София Лебрен (в замужестве Дюлькен) (1781—1863) — пианистка.
  - Розина Лебрен (в замужестве Штенч) (1783—1855) — певица и актриса.

## Игра
Лебрен, как кажется, был выше зависти и соперничества, столь часто присущих людям его профессии. Сохранилось много восторженных отзывов о его игре. Шубарт писал ещё в 1775 году, что он «завораживает Париж своим божественным гобоем» (Le Brün bezaubert ganz Paris mit seiner göttlischen Hoboe).

## Сочинения

### Общая характеристика
Лебрен был довольно плодовитым композитором, но главные его сочинения — концерты для гобоя с оркестром, несомненно, предназначенные для исполнения во время собственных выступлений. Сохранившиеся концерты распадаются на две группы.
- Семь концертов, изданных Зибером[англ.] в Париже. Это зрелые произведения, образцовые представители мангеймского классицизма: с развитой динамикой («мангеймские» крещендо, диминуэндо, акценты), противопоставлением громкого вступления оркестра тихому и мелодичному солирующего инструмента. Лебрен использует «мангеймскую ракету», «мангеймские вздохи», «мангеймское тремоло», «мангеймский ролик». Издания этих концертов содержали версии для гобоя и для флейты. Оркестр состоит только из струнных (в № 2 и 4 к ним добавлены валторны).
- Шесть концертов, изданных Андре в Оффенбахе (№ 1845—50; не позднее 1804 года). Их стиль заметно отличается от стиля произведений первой группы. Они безусловно предполагают исполнение именно на гобое (хотя была издана и партия флейты — переложения Карла Фридриха Эберса[нем.]) и требуют большего оркестра. Два из них написаны в минорных тональностях, и драматические настроения вообще намного больше проявляются. Стилистически эти концерты можно считать переходными к романтизму.

### Список сочинений
| Концерты - Концерты для гобоя или флейты с оркестром (изд. между 1776 и 1787) - № 1 G-dur (для флейты) или № 1a F-dur (для гобоя; изд. Париж, до 1776—1777) - № 2 C-dur (изд. Париж, до 1781) - № 3 F-dur (изд. Париж, до 1781) - № 4 C-dur (изд. Париж, до 1782—1784) - переложение B-dur для кларнета с оркестром - № 5 (изд. Париж, б.г.), утрачен - № 6 G-dur (для флейты) или № 6a F-dur (для гобоя; изд. Париж, б.г.) - № 7 F-dur (изд. Париж, б.г.) - Шесть концертов для гобоя с оркестром (изд. Оффенбах, до 1805) - № 1 d-moll - № 2 g-moll - № 3 C-dur - № 4 B-dur - № 5 C-dur - № 6 F-dur - Концерт F-dur для гобоя с оркестром, авторство спорно - Концерт, утрачен | Сочинения для сцены - танцы для балета «Алис Вексенская» (Adele de Ponthieu) - знаменитые мелодии, переложение для клавира (изд. Лондон, 1782) - танцы для пастиша «Армида» (Лондон, 1782) - переложение для клавира и скрипки (изд. Лондон, 1782) Камерно-инструментальные ансамбли - Шесть трио для двух скрипок и виолончели, соч. 1 (изд. Мангейм, Goetz, до 1774) - Шесть трио для двух скрипок (или флейты [или гобоя], скрипки) и баса, соч. 2 (изд. Париж, Зибер, [1776/1777]) - Всего три партии: скрипки/флейты/гобоя, скрипки (второй) и баса, то есть виолончели - Шесть дуэтов для скрипки и альта, соч. 4 (Мангейм, Goetz, до 1774) - Соната для флейты и баса - Квартет для гобоя, скрипки, альта и виолончели, утрачен Сочинения для клавира - Шесть сонат для клавесина |

### Новые издания
Концерты первой группы (изданные Зибером)
- Ludwig August Lebrun. Konzert [Nr. 2] C-Dur für Flöte (Oboe) und Orchester. Hrsg. von C[ees] Verheijen. Klavierauszug. — [Unna]: Karthause (75c), ©1992. — 20 S. + 1 St.
- Ludwig August Lebrun. Koncert nr 2 C-dur na obój lub flet i orkiestrę. Redakcja Józef Raatz, Marcin Kowalczyk; wyciąg fortepianowy Marek Czerniewicz. — Gdańsk: Euterpe (EU 0101), ©2001. — 16 S. + 1 St.
- Ludwig August Lebrun. Concerto No. 4 C-dur für Oboe und Orchester. Klavierauszug. [Hrsg. und bearb. von] Walter Lebermann. — Hamburg: Simrock, ©1978. — (Elite edition 3315). — 36 S. + 2 St.
- Ludwig August Lebrun. 7. Concerto in F-Dur für Oboe und Streichorchester. Nach dem Erstdruck hrsg. von Kurt Meier. Partitur. — Winterthur: Amadeus (BP 1899), ©2013. — 24 S.
  - Ludwig August Lebrun. 7. Concerto in F-Dur für Oboe und Streichorchester. Nach dem Erstdruck hrsg. und mit Kadenzen versehen von Kurt Meier. Klavierauszug. — Winterthur: Amadeus (BP 1888), ©2013. — 27 S. + 1 St.

Концерты второй группы (изданные Андре)
- Ludwig August Lebrun. Konzert no. 1 d-Moll für Oboe und Orchester. Hrsg. von Hermann Töttcher. — Mainz: B. Schott’s Söhne; New York: Schott Music Corp., [©1977]. — (Concertino 90). — 55 S.
  - Ludwig August Lebrun. Konzert no. 1 d-Moll für Oboe und Orchester. Hrsg. von Hermann Töttcher; Kadenz von Lothar Koch; Klavierauszug von Helmut May. — Mainz: B. Schott’s Söhne; New York: Schott Music Corp., [©1977]. — (Oboe Bibliothek OBB 13) — 36 S. + 1 St.
- Ludwig August Lebrun. Konzert Nr. 2 für Oboe und Orchester g-moll. Hrsg. von B[irgit] Welpmann. — Kamen: Karthause-Schmülling (0512), ©1993. — ISMN M-2022-0512-9. — 58 S. + 1 St.
  - Ludwig August Lebrun. Konzert Nr. 2 g-Moll fur Oboe und Orchester. Hrsg. von B[irgit] Welpmann. Klavierauszug. — Kamen: Karthause-Verlag (52a), ©1992. — 32 S. + 1 St.
- Ludwig August Lebrun. Concerto no. 3 in C major for oboe and orchestra. [Ed. by] D[avid] Ledet. — Monteux: Musica Rara (MR 2180), ©1988. — 40 S. + 1 St.

Камерно-инструментальные ансамбли
- Ludwig August Lebrun. Sechs duos für Violine und Viola, op. 4. Nach dem Erstdruck «Six duos pour un violon et alto composeé par L. Lebrun, oeuvre IV, Mannheim chez le Sr Götz Marchand de musiq, no 99» hrsg. von Bernhard Päuler. Einrichtung der Stimmen von Franz Beyer[англ.]. — [1]. Duo 1—3. [2]. Duo 4—6. — Adliswil-Zürich; New York: Edition Eulenburg (GM 134a — GM 134b), ©1974. — 2 St.
- Ludwig August Lebrun. Sechs Duos op. 4 für Violine und Viola. Hrsg. von Yvonne Morgan. — Winterthur: Amadeus (BP 2344), ©1996. — 2 St.

Издания сочинений под редакцией Томаса Германа Кихи
- Двенадцать сохранившихся концертов для гобоя:

Концерты первой группы (изданные Зибером)
- Ludwig August Lebrun. Concerto in G major, Sieber no. 1, for flute and orchestra: from the set of seven concerti published by Sieber in Paris. [Ed. by] T[homas] Herman Keahey. — Winnipeg, Man. Canada: Classical Winds Press, 2000. — ISMN M-53002-000-5. — III, 36 S.
- Ludwig August Lebrun. Concerto in C major, Sieber no. 2, for oboe and orchestra: from the set of seven concerti published by Sieber in Paris. [Ed. by] T[homas] Herman Keahey. — Winnipeg, Man. Canada: Classical Winds Press, 2000. — ISMN M-53002-008-1. — IV, 41 S.
- Ludwig August Lebrun. Concerto in F major, Sieber no. 3, for oboe and orchestra: from the set of seven concerti published by Sieber in Paris. [Ed. by] T[homas] Herman Keahey. — Winnipeg, Man. Canada: Classical Winds Press, 2001. — ISMN M-53002-012-8. — IV, 47 S.
- Ludwig August Lebrun. Concerto in C major, Sieber no. 4, for oboe and orchestra. Reconstructed from the Vienna manuscript version for clarinet. [Ed. by] T[homas] Herman Keahey. — Winnipeg, Man. Canada: Classical Winds Press, 2001. — ISMN M-53002-016-6. — 45 S.
- Ludwig August Lebrun. Concerto in G major, Sieber no. 6, for flute and orchestra: from the set of seven concerti published by Sieber in Paris. [Ed. by] T[homas] Herman Keahey. — Winnipeg, Man. Canada: Classical Winds Press, 2000. — ISMN M-53002-024-1. — III, 36 S.
- Ludwig August Lebrun. Concerto in F major, Sieber no. 7, for oboe and orchestra: from the set of seven concerti published by Sieber in Paris. [Ed. by] T[homas] Herman Keahey. — Winnipeg, Man. Canada: Classical Winds Press, 2000. — ISMN M-53002-032-6. — 55 S.

Концерты второй группы (изданные Андре)
- Ludwig August Lebrun. Concerto in D minor, André no. 1 for oboe and orchestra: from the set of six concerti published by André in Offenbach. [Ed. by] T[homas] Herman Keahey. — Winnipeg, Man. Canada: Classical Winds Press, 2000. — ISMN M-53002-036-4. — V, 109 S.
- Ludwig August Lebrun. Concerto in g minor, André no. 2, for oboe and orchestra: from the set of six concerti published by André in Offenbach. [Ed. by] T[homas] Herman Keahey. — Winnipeg, Man. Canada: Classical Winds Press, 2000. — ISMN M-53002-040-1. — VI, 128 S.
- Ludwig August Lebrun. Concerto in C major, André no. 3, for oboe and orchestra: from the set of six concerti published by André in Offenbach. [Ed. by] T[homas] Herman Keahey. — Winnipeg, Man. Canada: Classical Winds Press, 2000. — ISMN M-53002-044-9. — VI, 120 S.
- Ludwig August Lebrun. Concerto in B-flat major, André no. 4, for oboe and orchestra: from the set of six concerti published by André in Offenbach. [Ed. by] T[homas] Herman Keahey. — Winnipeg, Man. Canada: Classical Winds Press, 2000. — ISMN M-53002-048-7. — V, 105 S.
- Ludwig August Lebrun. Concerto in C major, André no. 5, for oboe and orchestra: from the set of six concerti published by André in Offenbach. [Ed. by] T[homas] Herman Keahey. — Winnipeg, Man. Canada: Classical Winds Press, 2000. — ISMN M-53002-052-4. — IV, 122 S.
- Ludwig August Lebrun. Concerto in F major, André no. 6, for oboe and orchestra: from the set of six concerti published by André in Offenbach. [Ed. by] T[homas] Herman Keahey. — Winnipeg, Man. Canada: Classical Winds Press, 2000. — ISMN M-53002-056-2. — IV, 131 S.

- Кихи также издал все сохранившиеся версии концертов для флейты (концерты № 1 и 6 первой группы, № 1—6 второй группы)[4].
- Ludwig August Lebrun. Six trios for two violins and violoncello, op. 1. [Ed. by T. Herman & Dolores J. Keahey]. — Tucson, AZ: Classical Winds Press, ©2010. — ISMN 979-0-53002-092-0. — XIV, 64 S.

## Записи
Представленный ниже список не является полным.

### Выпущенные на грампластинках
- (p1980) Oboenkonzerte Mannheimer Meister. [Лебрен. Концерт № 4 C-dur. Ф. К. Рихтер. Концерт № 6 F-dur]. — Исполнители: Лайош Ленчеш, Курпфальцский камерный оркестр, Вольфганг Хофман[нем.] — RBM Records RBM 3063.
- Oboenkonzerte Des 18. Jahrhunderts [Телеман, Розетти, Марчелло. — Лебрен: Концерт № 4 C-dur]. — Исполнители: Альфред Зоус[нем.], Kammerorchester Collegium Alfred Sous. — Orbis 42 667 6.
- (p1982) Ludwing August Lebrun. Konzerte für Oboe und Orchester [по оригинальному изданию Андре]. — Исполнители: Хайнц Холлингер, Camerata Bern[англ.], Томас Фюри. — Archiv Produktion[англ.] 2742 005 (2566 116—2566 117). (Запись: № 1 — 1979; № 2—4 — 1981; № 5—6 — 1982, Берн).
  - Переиздание на CD: Lebrun. Mozart. Oboe concertos. — Archiv Produktion 471 724-2.
- Solokonzerte Aus Der Barockzeit. Telemann, Vivaldi, Lebrun [Концерт F-dur, без указания номера]. — Исполнители: Лотар Кох, Hamburger Telemann-Gesellschaft, Вильфрид Бёттхер. — Philips 6580 018.
- Oboenkonzerte aus dem Freundeskreis Mozarts. [Лебрен. Концерт № 4 C-dur; Ферлендис[англ.]. Концерт № 1 F-dur; Фиала[англ.]. Концерт № 1 D-dur]. — Исполнители: Курт Майер, Camerata Helvetica, Урс Шнайдер[нем.]. — Jecklin 564.
- Mozart Und Seine Freunde In München. Christian Cannabich, Joseph Fiala, Franz Danzi, Ludwig August Lebrun [Дуэт соч. 4 № 6]. — Исполнители: Инго Зинхоффер, Герберт Блендингер[нем.]. — Musica Bavarica MB 901.

### Выпущенные на компакт-дисках
- [p1991] C. P. E. Bach. Lebrun [№ 1 d-moll]. Mozart. Oboe concertos. — Исполнители: Пол Гудвин[англ.], The English Concert[англ.], Тревор Пиннок. — PolyGram, Archiv Produktion[англ.] 431 821-2.
- (p1995) Lebrun. Holzbauer. Winter. Eichner. Oboe concertos. [Лебрен. Концерт № 7 F-dur; Хольцбауэр. Концерт d-moll; Винтер. Концерт № 2 F-dur; Эйхнер. Концерт C-dur]. — Исполнители: Курт Майер, Северная симфония, Ховард Гриффитс. — Pan Classics[англ.] PC 10088.
- (p1997; запись 1995 года). Clarinet concertos of the imperial and royal court orchestras Wien-Berlin. Vol. 1 [Лебрен. Концерт B-dur; Бер. Концерт B-dur; Хоффмайстер. Двойной концерт Es-dur]. — Исполнители: Дитер Клёкер, Мюнхенский камерный оркестр, Ханс Штадльмайр[англ.].— Koch Entertainment[англ.] 3-6422-2.
- [p1998] From Bach to Jarrett. [Бах, Чимароза, Моцарт, Джарретт. — Лебрен. Концерт № 1 d-moll]. — Исполнители: Мортен Ларссон, Симфонический оркестр Умео, Торд Сведлунд[нидерл.]. — Intim Musik IMCD059.
- L. A. Lebrun. Oboe Concertos. — Исполнители: Барт Шнееман[англ.], Radio Kamer Orkest[нидерл.], Ян Виллем де Вринд[нидерл.]. — Channel Classics[англ.].
  - (p2001) [Концерты Андре № 1, 2 и 4]. — CCS 16198.
  - (p2004) [Концерты Андре № 3, 5 и 6]. — CCS 21404.
- (p2004) Auf Mozarts Spuren / In Search of Mozart [Моцарт. — Лебрен. Концерт № 1 d-moll]. — Исполнители: Альбрехт Майер, Камерный оркестр имени Малера[англ.], Клаудио Аббадо. — Universal Music, Deutsche Grammophon 476 235 2.
- (p2010) Joseph Haydn. Ludwig-August Lebrun. [ Гайдн. Симфонии № 82[англ.] и 86[англ.]; Лебрен. Концерт № 4 C-dur]. — Исполнители: Бенуа Лоран, Les Agrémens[фр.], Ги ван Ваас[англ.]. — Ricercar RIC309.
- (p2013) L. A. Lebrun [№ 1 d-moll], A. Salieri, R. Strauss. Musiche per oboe e orchestra. — Исполнители: Франческо Ди Роза[итал.], Филармонический оркестр Марке[итал.], Алессио Аллегрини. — Amadeus AM 282-2.
- (p2015) Lost and found. Oboenkonzerte des 18. Jahrhunderts von Hoffmeister, Lebrun [№ 2 g-moll], Fiala und Kozeluh. — Исполнители: Альбрехт Майер, Kammerakademie Potsdam[нем.]. — Deutsche Grammophon 479 2942.